# Klasse van pioniergraslanden op gruis- en steenbodems
De klasse van pioniergraslanden op gruis- en steenbodems (Sedo-Scleranthetea) is een klasse van syntaxa die betrekkelijk typerend zijn voor open gruis- of steenbodems met een dunne verweringslaag aan de oppervlakte.

## Naamgeving en codering
| Sedo albi-Scleranthetea perennis Br.-Bl. 1955 |

- Natura2000-habitattypecode (EU-code): H6110*
- Syntaxoncode voor Nederland (rVvN): r13
- BWK-karteringscodes: km

De wetenschappelijke naam Sedo-Scleranthetea is afgeleid van de botanische namen van wit vetkruid (Sedum album) en overblijvende hardbloem (Scleranthus perennis).

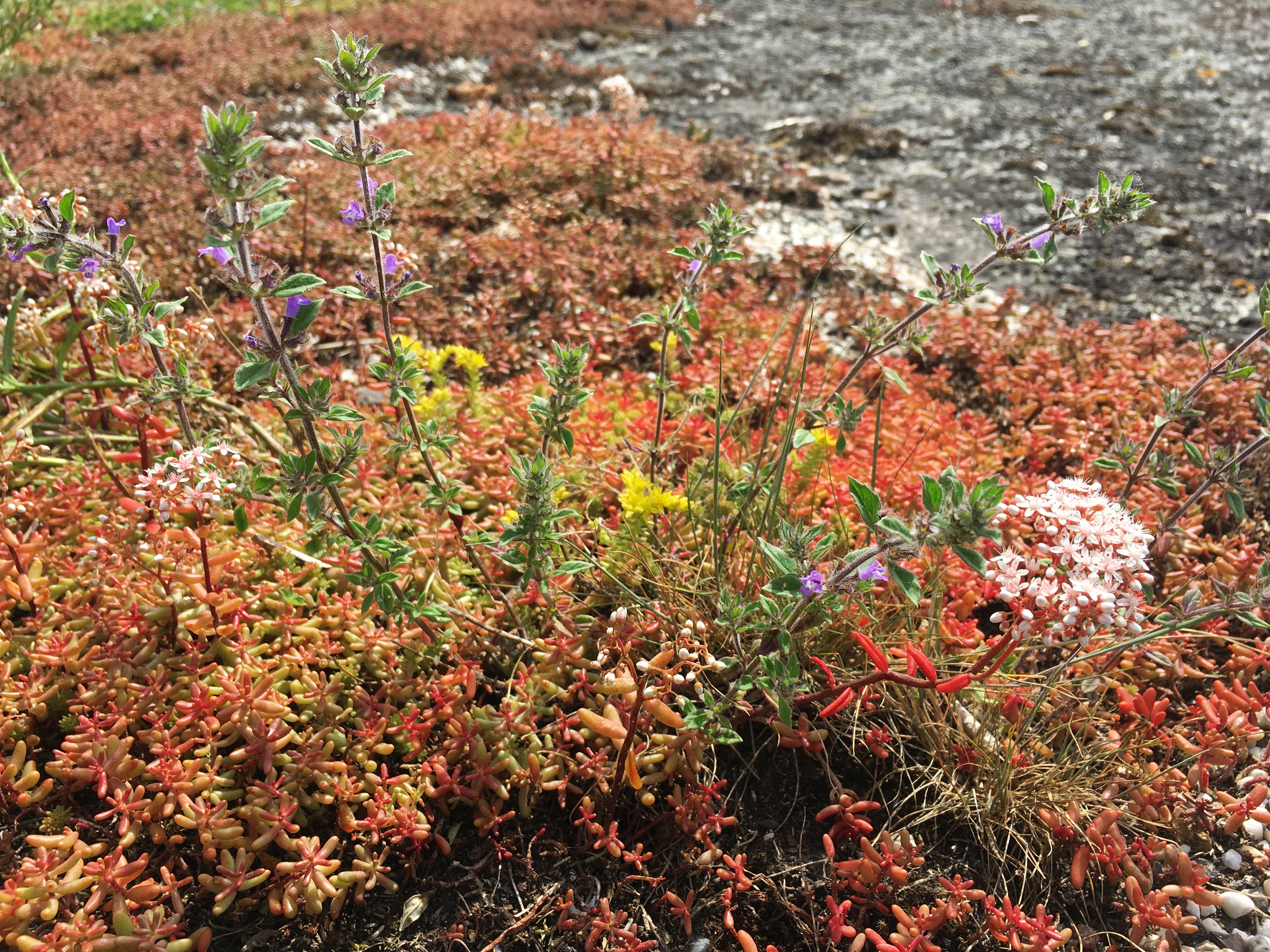
Close-up van een fragment van een vegetatie uit de klasse.

## Fysiognomie
De gemeenschappen uit de klasse hebben een zeer open vegetatiestructuur en bestaat hoofdzakelijk uit grassen, eenjarige kruiden en mossen.

## Onderliggende syntaxa in Nederland en Vlaanderen
De klasse van pioniergraslanden op gruis- en steenbodems wordt in Nederland en Vlaanderen vertegenwoordigd door slechts één orde met maar één verbond. Er zijn geen romp- of derivaatgemeenschappen beschreven uit deze klasse.
- - orde van droge graslanden op gruis- en steenbodems (Sedo-Scleranthetalia)
    - verbond van vetkruiden en kandelaartje (Alysso-Sedion)
      - associatie van tengere veldmuur (Cerastietum pumili)
      - associatie van kandelaartje en plat beemdgras (Saxifrago-Poetum compressae)

## Vegetatiezonering
In de vegetatiezonering vormt de klasse van pioniergraslanden op gruis- en steenbodems vormt vaak contactgemeenschappen met vegetatie uit de klasse van kalkgraslanden, de muurvaren-klasse en de klasse van stippelkorsten en achterlichtmossen.

## Fotogalerij

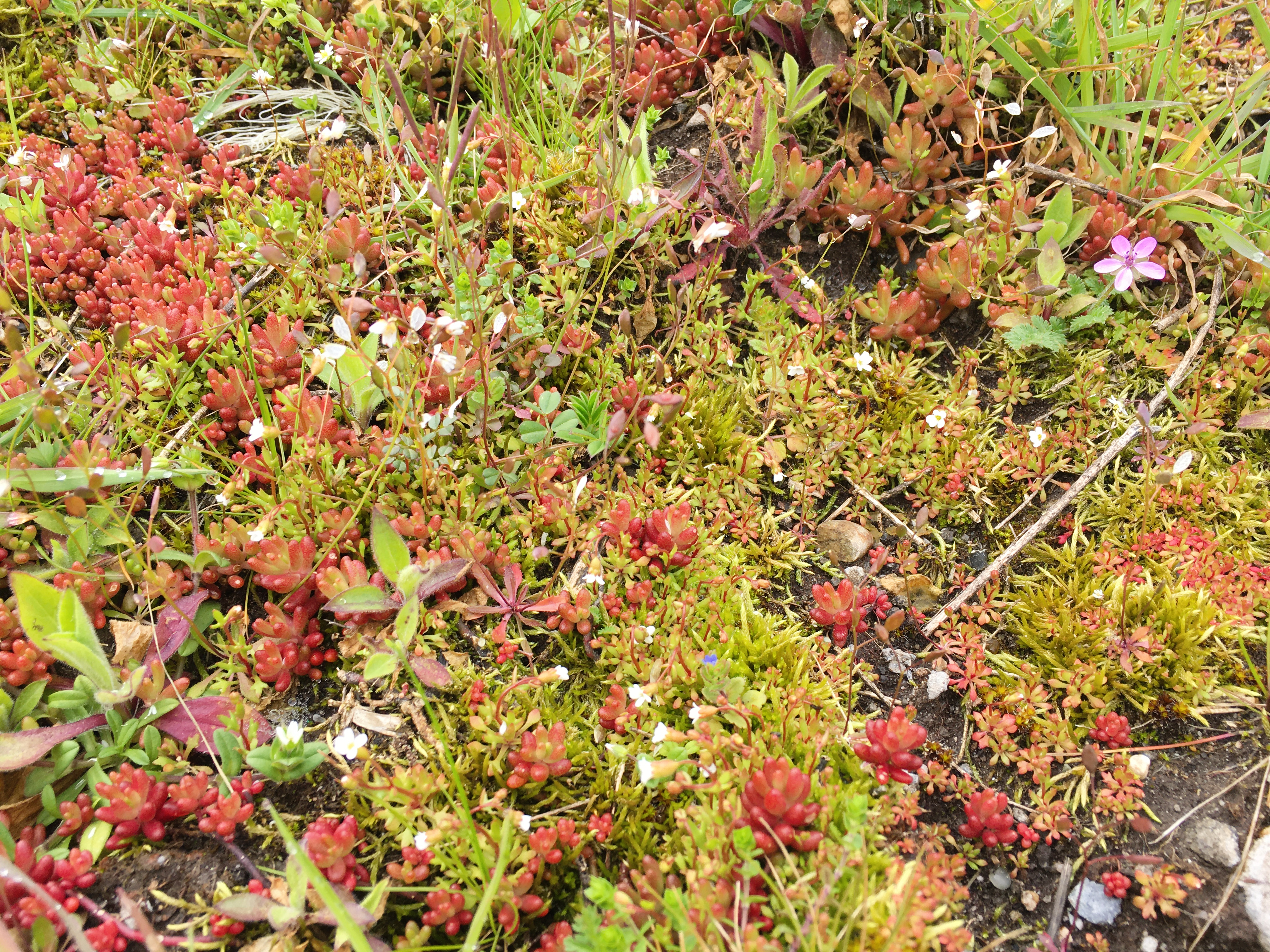
Close-up van een vegetatie van het verbond van vetkruiden en kandelaartje